# Соколов-Микитов, Иван Сергеевич
Ива́н Серге́евич Соколо́в-Микито́в (17 [29] мая 1892, Осеки, Калужская губерния — 20 февраля 1975, Москва) — русский советский писатель и журналист, специальный корреспондент.

## Биография
Иван Сергеевич Соколов-Микитов родился в Осеках Калужской губернии в семье Сергея Никитича Соколова — управляющего лесными угодьями богатых купцов Коншиных.
В 1895 годы семья переехала на родину отца в село Кислово Угранского района Смоленской области).
С пяти лет вместе с отцом участвовал в охоте, в возрасте восьми лет получил в подарок от отца малокалиберную винтовку «Монте-Кристо», из которой научился стрелять перед поступлением в реальное училище (что оказало влияние на дальнейшее увлечение охотой).
Когда ему исполнилось десять лет, отец отвез его в Смоленск, где определил в Смоленское Александровское реальное училище. В училище Соколов-Микитов увлёкся идеями революции. За участие в подпольных революционных кружках Соколов-Микитов был исключён из пятого класса училища.
В 1910 году Соколов-Микитов уехал в Санкт-Петербург, где стал посещать сельскохозяйственные курсы. В том же году он написал своё первое произведение — сказку «Соль земли». Вскоре Соколов-Микитов понимает, что не имеет склонности к сельскохозяйственной работе, и всё больше начинает увлекаться литературой. Он посещает литературные кружки, знакомится со многими известными писателями — Алексеем Ремизовым, Александром Грином, Вячеславом Шишковым, Михаилом Пришвиным, Александром Куприным.
С 1912 года Соколов-Микитов работал в Ревеле секретарём газеты «Ревельский листок». Вскоре он устроился работать на торговое судно, побывал во многих портовых городах Европы и Африки.

В связи с начавшейся Первой Мировой войной он в 1915 году вернулся в Россию. Во время войны Соколов-Микитов вместе с известным лётчиком Глебом Алехновичем совершал боевые вылеты на русском бомбардировщике «Илья Муромец».
«Февральскую революцию встретил на фронте. В качестве депутата от фронтовых солдат приехал в революционный, залитый красными флагами Петроград. Здесь, в Петрограде, встретил Октябрьскую революцию, в зале Таврического дворца слушал выступление Ленина; здесь же, в редакции „Новой жизни“, познакомился с А. М. Горьким и другими писателями, мастерами слова, доброжелательно отнесшимися к моим писаниям, впервые серьёзно стал задумываться о том, что стало моим жизненным путем и судьбою.
Революция стала четвёртым и окончательным переломом в моей жизни: я стал писателем», — вспоминал И. Соколов-Микитов.
В 1919 году Иван Соколов-Микитов записывается матросом на торговое судно «Омск». Однако в 1920 году в Англии судно арестовали и за долги продали с аукциона. Для Соколова-Микитова началась вынужденная эмиграция. Год он живёт в Англии, а затем в 1921 году перебирается в Германию.
В 1922 году Соколов-Микитов встретился в Берлине с Максимом Горьким, который помог ему получить документы, необходимые для возвращения на Родину.
После возвращения в СССР Соколов-Микитов много путешествовал, участвовал в арктических экспедициях на ледоколе «Георгий Седов», возглавляемых Отто Шмидтом. За экспедициями в Северный Ледовитый океан, на Землю Франца-Иосифа и Северную Землю последовала экспедиция по спасению ледокола «Малыгин», в которой он участвовал как корреспондент «Известий».
В 1929—1934 годах Соколов-Микитов жил и работал в Гатчине. К нему в гости часто приезжали известные писатели Евгений Замятин, Вячеслав Шишков, Виталий Бианки, Константин Федин. В его доме долго жил и известный писатель-охотовед Николай Анатольевич Зворыкин (1873—1937). В 1930—1931 годах выходят циклы Соколова-Микитова «Заморские рассказы» и «На Белой Земле», а также повесть «Детство». 1 июля 1934 года его приняли в Союз писателей СССР.
Во время Великой Отечественной войны Соколов-Микитов работал в Молотове специальным корреспондентом «Известий». Летом 1945 года возвратился в Ленинград.
Начиная с лета 1952 года Соколов-Микитов начинает жить в собственноручно построенном им доме в селе Карачарово Конаковского района Калининской области. Здесь он пишет бо́льшую часть своих произведений. В гостях в его «карачаровском» домике бывали писатели Александр Твардовский, Виктор Некрасов, Константин Федин, Владимир Солоухин, многие художники, журналисты.
Его проза выразительна и наглядна прежде всего в тех случаях, когда он придерживается собственного опыта, она слабее, когда писатель передаёт слышанное.
Умер Соколов-Микитов 20 февраля 1975 года в Москве. По завещанию, урна с его прахом была захоронена на Новом кладбище в Гатчине. В 1983 году на захоронении был открыт памятник, инициатором установки которого выступило Гатчинское городское отделение ВООПИиК. Рядом с Иваном Сергеевичем похоронены и его близкие — мать Мария Ивановна Соколова (1870—1939) и дочери Елена (1926—1951) и Лидия (1928—1931).

## Семья
- Мать — калужская крестьянка Мария Ивановна Соколова
- Отец — приказчик, управляющий лесными угодьями Сергей Никитич Соколов.
- Жена — Лидия Ивановна Соколова. Познакомились они в московском издательстве «Круг».

В семье родились три дочери. Старшая — Ирина (Арина, 1924—1941), средняя — Елена (Алёна, 1926—1951), младшая — Лидия (1928—1931). Все они умерли ещё при жизни родителей. Младшая умерла от болезни, через десять лет после этого умерла старшая дочь. Средняя дочь Елена утонула в 1951 году на Карельском перешейке.
- Внук — Александр Сергеевич Соколов, сын Елены, министр культуры и массовых коммуникаций России (2004—2008), ректор Московской консерватории (2001—2004 и с 2009), профессор.

## Награды
- три ордена Трудового Красного Знамени (5.6.1962; 28.10.1967; 10.7.1972)
- медали

## Память

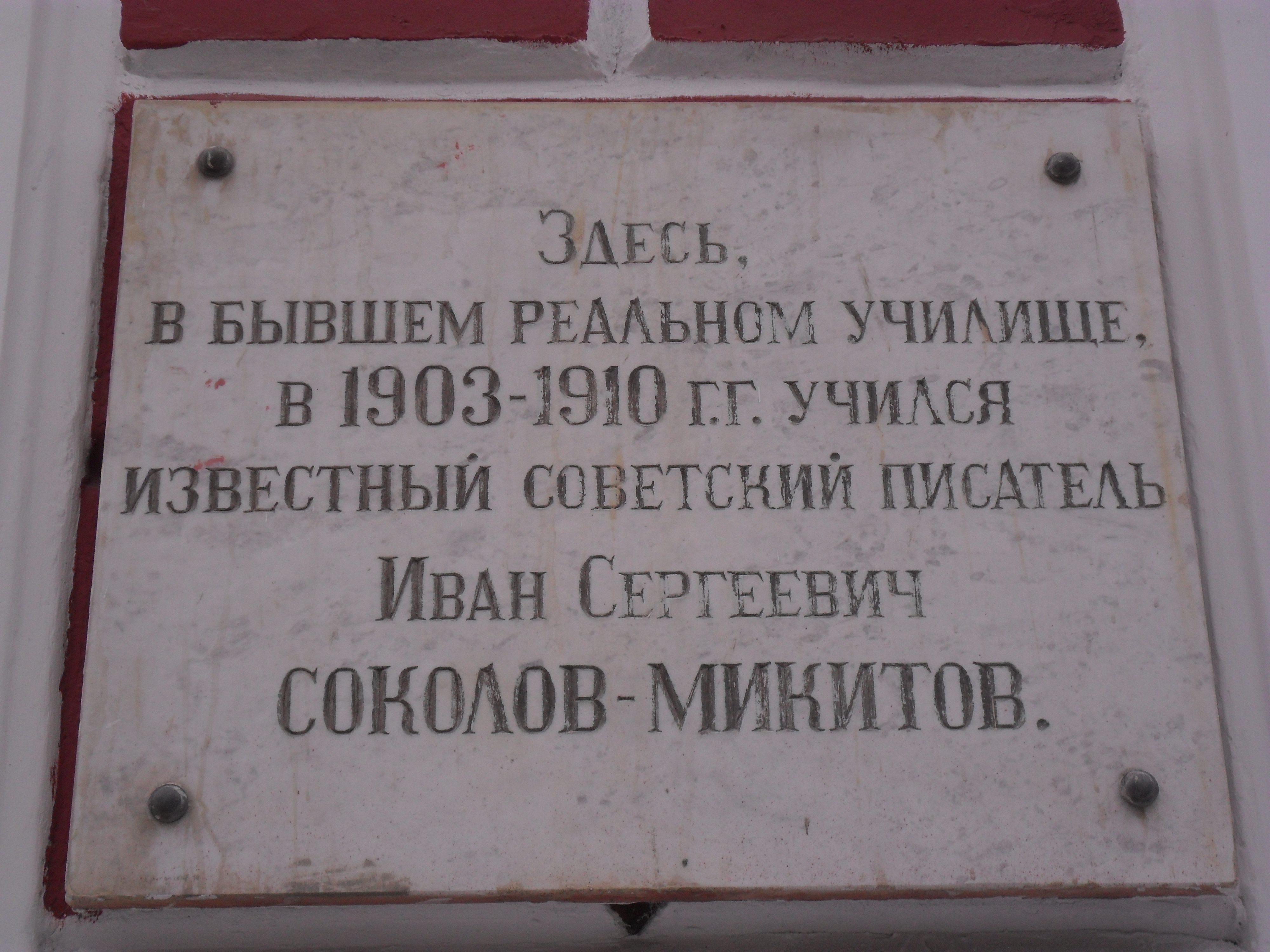
Мемориальная доска Соколову-Микитову на Коммунистической улице в Смоленске

Мемориальные доски на домах, где жил И. С. Соколов-Микитов:
- в Карачарове (1981);
- в Санкт-Петербурге (2007);
- в Москве — на доме 118а по проспекту Мира (жил в 1967—1975).
- в Смоленске — на здании реального училища (ныне — Смоленская художественная галерея).

В 2008 году в селе Полднево Угранского района Смоленской области открыт дом-музей Ивана Сергеевича Соколова-Микитова, перевезённый из деревни Кислово.
В урочище Осеки на месте дома, в котором родился И. С. Соколов-Микитов, установлен памятный знак.
В честь И. С. Соколова-Микитова названа бухта Микитова (Баренцево море, Новая Земля), название присвоено в 1930 году экипажем ледокольного парохода «Литке» в честь И. С. Соколова-Микитова как участника экспедиции.

## Сочинения
- Кузовок (1922)
- Былицы. М.: Б-ка «Огонёк», 1925
- Чижикова лавра (1926)
- Морской ветер. Рассказы. М.: Б-ка «Огонёк» № 307, 1927
- Елень (1929)
- Голубые дни (1926—1928)
- На речке Невестнице (1923—1928)
- Линия (1923)
- Пути кораблей (1934)
- Летят лебеди (1936)
- Северные рассказы (1939)
- На пробужденной земле (1941)
- Рассказы о Родине (1947)
- По лесам и горам. Ленинград: Издательство ЦК ВЛКСМ «Молодая гвардия», 1949
- Детство (1953)
- Первая охота (1953)
- На теплой земле (1954)
- Листопадничек (1955)
- Звуки земли (1962)
- Карачаровские записи (1968)
- У светлых истоков (1969)
- Белые берега (1972)

.